# Седов, Павел Владимирович
Па́вел Влади́мирович Седо́в (род. 19 августа 1960, Ленинград) — российский историк, доктор исторических наук, автор более 60 научных работ по русской истории и культуре XVII века.

## Биография
С 1977 по 1982 год обучался на историческом факультете Ленинградского государственного университета (научный руководитель Р. Г. Скрынников). С 1982 по ноябрь 1985 года являлся аспирантом кафедры истории СССР исторического факультета ЛГУ.
В 1985 году защитил в ЛГУ кандидатскую диссертацию «Социально-политическая борьба в России 70—80-х гг. XVII в. и отмена местничества». С декабря 1985 по 1986 год — научный сотрудник Музея истории ЛГУ.
С января 1987 года по настоящее время работает в Санкт-Петербургском институте истории РАН. Начинал младшим научным сотрудником Отдела истории СССР периода феодализма; с декабря 1992 года — научный сотрудник; с ноября 1994 года — старший научный сотрудник; с 1995 года — учёный секретарь Отдела древней истории России; с октября 2009 года — ведущий научный сотрудник Отдела древней истории России; с июня 2015 года — заведующий Отделом древней истории России.
С 2009 года по совместительству работает преподавателем истории в Санкт-Петербургской классической гимназии № 610.
В 2009 году защитил докторскую диссертацию «Закат Московского царства. Царский двор конца XVII века».
С 2013 года — член Диссертационного и Учёного совета СПбИИ РАН. С 2015 года — ответственный редактор «Трудов СПбИИ РАН».
Супруга — пушкинист, доктор филологических наук, заслуженный работник культуры РФ Г. М. Седова; сын Глеб (род. 1987).

## Награды
- 2007 год — Лауреат премии имени митрополита Макария (Булгакова) II степени (в номинации «История России» за монографию «Закат Московского царства: Царский двор конца XVII в.» (СПб., 2006))[1].

### Монографии
- Закат Московского царства: Царский двор конца XVII века. (СПб., 2006; 2-е изд. СПб., 2008).
- Успенский Тихвинский монастырь и его архимандрит Боголеп накануне и в первые годы Северной войны. — СПб.: Нестор-История, 2018. — 192 с. Тир. 500 экз. ISBN 978-5-4469-1487-6

### Глава в коллективной монографии
- Седов П. В. Правящая элита Русского государства 1660—1680-х гг. // Правящая элита Русского государства IX — начало XVIII в. Очерки истории. СПб., 2006. С. 406—469.

### Избранные статьи (опубликованные в ведущих рецензируемых журналах и других изданиях)
- О боярской попытке учреждения наместничеств в России в 1681—1682 гг. // Вестник ЛГУ. 1985. № 9. Вып. 2. С. 25 — 29. (0,3 п.л.).
- Подношения в московских приказах XVII в. // Отечественная история. 1996. № 1. С. 139—150. (1,7 п.л.).
- К изучению источников по истории отмены местничества // Вспомогательные исторические дисциплины. Т. XXVI. СПб., 1998. С. 209—223. (1 п.л.).
- Строительство в Москве при царе Фёдоре Алексеевиче // Отечественная история. 1998. № 6. С. 150—158. (1 п.л.).
- К вопросу о достоверности данных боярских списков // Вспомогательные исторические дисциплины. Т. XXVII. СПб., 2000. С. 53 — 63. (1 п.л.).
- Конец местничества // Российское самодержавие и бюрократия. Сборник статей в честь Натальи Фёдоровны Демидовой. М.; Новосибирск, 2000.
- Опись гардероба боярина князя Василия Васильевича Голицына // Россия XV—XVIII столетий. Сборник научных статей. Юбилейное издание. Волгоград; СПб., 2001.
- Оборона Чигирина в 1677 г. // Российское государство в XIV—XVII вв. СПб., 2002.
- «Самая действенная русская конституция» (Культурный традиционализм средневекового кормления и его модернизация в петровскую эпоху) // Чело. 2003. № 1 (26).
- Выдающиеся представители рода Лихачёвых на закате Московского царства // Вспомогательные исторические дисциплины. Т. XXIX. СПБ., 2005. С. 253—263. (1 п.л.).
- Ответ на дискуссию по поводу книги «Закат Московского царства: царский двор второй половины XVII века» // Отечественная история. 2008. № 4. С. 170—178. (0,5 п.л.).
- Изменения представлений о времени в России во второй половине XVII—начале XVIII в. (по переписке монастырского стряпчего) // Religion und Integration im Moskauer Russland. Kozepte und Praktiken, Potentiale und Grenzen 14.—17. Jahrhundert. Harrassowitz Verlag. Wiesbaden, 2010.
- Походы царя Фёдора Алексеевича в село Коломенское // Коломенское: Материалы и исследования. Вып. 13. М., 2011.
- Уникальные сведения о крестьянских повинностях в Смуту // Смутное время и земские ополчения в начале XVII века. К 400-летию создания первого ополчения под предводительством П. П. Ляпунова. Рязань, 2011.
- Контрабандная торговля табаком в порубежных территория Новгородской земли во второй половине XVII в. // Труды Карельского научного центра РАН. 2012. № 4.
- «Все де ныне государево»: традиции и новации в церковной реформе Петра I // Феномен реформ на западе и востоке Европы в начале Нового времени (XVI—XVIII вв.): сборник статей. СПб., 2013.
- «В соборе и у владыки был в венгерском платье» (перемены в одежде новгородцев в конце XVII—начале XVIII в.) // Новгородика-2012. У истоков российской государственности. Материалы IV международной научной конференции. Ч. 1. Великий Новгород, 2013.
- «Калязинская челобитная»: Замысел и историческая канва произведения" // Петербургский исторический журнал. 2015. № 4. С. 6—10.
- Подворья Валдайского Иверского монастыря в Москве и Новгороде во второй половине XVII — начале XVIII века // Монастыри и архиерейские дворы в документах XVI—XVIII веков. — СПб.: Нестор-История, 2015. — (Труды Санкт-Петербургского института истории РАН; вып. 1 (17). С. 436—553.
- «Водились Пушкины с царями»: род Пушкиных и придворное общество второй половины XVII века // Пушкин и придворная среда его времени. Беляевские чтения: сборник научных статей. Вып. V. СПб., 2015. С. 11—30.
- Царский двор концаXVII века // Царь Алексей Михайлович: Pro et contra. Личность царя Алексея Михайловича в восприятии современников и потомков. Антология. СПб., 2015. С. 305—356 (фрагмент монографии «Закат Московского царства. Царский двор конца XVII века»).

### Статьи в энциклопедиях
- Долгоруков Михаил Юрьевич // Большая российская энциклопедия. Т. 9. М., 2007[1][2].